# Вороненко (станція)
Вороне́нко — проміжна залізнична станція 5-го класу Івано-Франківської дирекції залізничних перевезень Львівської залізниці на неелектрифікованій лінії Делятин — Ділове між станціями Ворохта (6 км) та Ясіня (16 км). Розташована в однойменному селі Надвірнянського району Івано-Франківської області.

## Історія
Офіційне відкриття залізничної лінії Вороненко — Надвірна — Станіслав відбулося 19 листопада 1894 року, а лінія до станції Рахів введена в експлуатацію 15 серпня 1895 року.

## Пасажирське сполучення
На станції Вороненко зупиняються пасажирські поїзди далекого сполучення Київ — Ясіня / Рахів та поїзди приміського сполученням Коломия — Рахів — Ділове.
З 24 січня 2022 року призначена на станції зупинка регіональному поїзду «Буковельський експрес» № 810/809 сполученням Львів — Ясіня.